# Àlbums de dibuixos de Goya

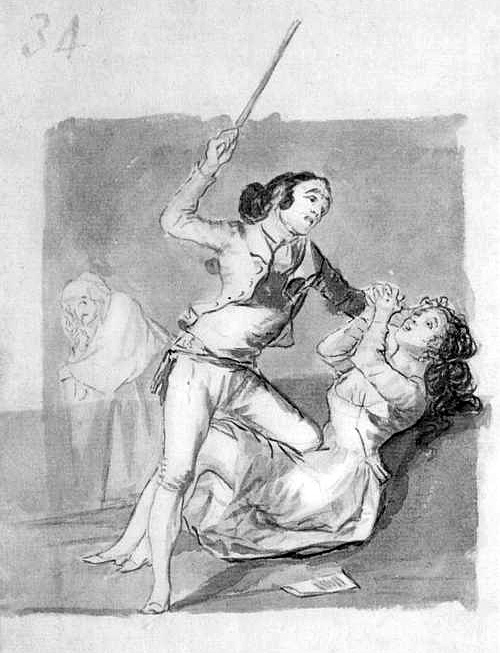
"Dona maltractada amb un bastó»,Àlbum B o Àlbum de Madrid. Dibuix a l'aiguada i tinta xinesa sobre paper.

Els diferents quaderns o àlbums de dibuixos de Goya eren el sistema en els que centralitzava els seus apunts, esborranys i croquis. Però, també, suposen una obra privada i personal amb valor propi. Existí una obra inicial, el Quadern italià, de començaments de la dècada de 1770, i uns altres sis àlbums catalogats amb lletres de la «A» a la «F». En general van ser després desfullat i els dibuixos van ser venuts un per un. La majoria d'ells s'han aconseguit reunir un altre cop a la col·lecció del Museu del Prado. Una breu descripció i cronologia d'aquests és la següent:
- Quadern italià. (h. 1770). És fonamentalment un quadern d'estudi realitzat amb motiu del seu viatge d'aprenentatge a Itàlia i en ell trobem treballs preparatoris de l'Anníbal vencedor. Se serveix del llapis, la sanguina i la tinta.

- Àlbum A (estiu de 1796). També anomenat Quadern petit de Sanlúcar. Va ser dibuixat durant la seva estada a la finca de la duquessa d'Alba a Sanlúcar de Barrameda. Predominen les escenes de joves en actituds casolanes i íntimes, en les quals es pot apreciar el port de la mateixa Cayetana. La tècnica és la punta de pinzell, l'aiguada de tinta xinesa i tocs de llapis negre i ploma.

- Àlbum B (1796-1797) o Àlbum de Sanlúcar-Madrid. Va ser començat a Sanlúcar, de manera consecutiva a l'Àlbum A, amb els mateixos trets tècnics i estilístics fins al dibuix número 27. D'ara endavant apareixen motius que preludien els Capritxos: asseries, lladres, processons. Molts són treballs preparatoris de les estampes, car apareixen dibuixos emmarcats i epígrafs que els expliquen.

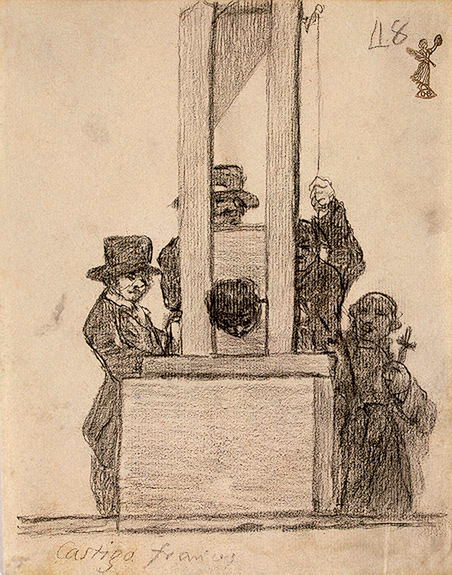
"Càstig francès» de l'Àlbum G

- Àlbum C (1803-1824). És el més extens i el quadern de dibuixos medul·lar de l'obra Goyesca. Reflecteix temes, composició i formes vinculats a les sèries de gravats més destacades, crítiques i de capritx. La tècnica dominant és la tinta xinesa i l'aiguada sèpia. De tota manera, l'amplitud cronològica i l'extensió d'aquest àlbum admet registres molt variats.

- Àlbum D (1801-1803). Tots els indicis apunten que està inacabat. Els seus assumptes es relacionen amb les planxes d’Els disbarats. Utilitza en els seus dibuixos pinzell i tinta xinesa.

- Àlbum E (1783-1812) o de vores negres, car les escenes estan emmarcades amb un gruix traç. Podrien haver estat destinades a una sèrie d'estampes, per la seva minuciositat i regularitat en el format i la unitat temàtica presidida per la saviesa.

- Àlbum F (1812-1823). La importància dels dibuixos en Goya creix amb aquest àlbum. Varietat de temes, complexitat de les composicions, masses de figures, interiors amb un delicat tractament de la llum. Realitzats amb pinzell a l'aiguada de sípia.

- Àlbums G i H (1824-1828). Realitzats a Bordeus, reflecteixen la mirada costumista cap al nou país. Apareix un condemnat a mort a la guillotina. Però també rememora el passat espanyol (com el mutilat de braços i cames i penjat embolicat en un llenç l'epígraf diu: «aixecar així, mutilat, a Saragossa, a principis de 1770»). Destaca la profusió de personatges que volen: ancians, lindas noies, clergues ... Destaca un dibuix on apareix un alter-ego de l'ancià pintor, que recolzat en bastons, camina amb dificultat i l'epígraf resa «Encara aprenc».